# Wada Kaoru
Wada Kaoru (和田 薫 Họa Điền Huân, sinh ngày 5 tháng 5 năm 1962) là một nhạc sĩ, nhà soạn nhạc, nhà cải biên nhạc, nhạc trưởng, người chỉ huy dàn nhạc và nghệ sĩ dương cầm người Nhật Bản. Nguyên quán của ông ở Shimonoseki thuộc tỉnh Yamaguchi Lưu trữ ngày 21 tháng 3 năm 2009 tại Wayback Machine. Ông theo học tại Trường Cao đẳng Âm nhạc Tokyo. Wada nổi tiếng với các bài nhạc nền mà ông soạn cho các phim hoạt hình anime. Ông được biết đến ở phương Tây bởi các bài nhạc mà ông soạn trong các phim Cô bé ba mắt, Battle Angel, Samurai 7 và InuYasha. Ông cũng soạn các bài nhạc giao hưởng và nhạc dương cầm trong game Kingdom Hearts and Kingdom Hearts II.
Các giai điệu mạnh mẽ và chảy xiết của Wada được đối âm bởi các khoảng lặng hay các đoạn nhạc du dương nhưng thô ráp và khiến người nghe rùng mình. Các tác phẩm nổi tiếng nhất của Wada chính là các bài nhạc của các phim có cảm xúc mạnh mẽ và yếu tố siêu nhiên đan xen nhau.
Wada cũng là học trò của nhà soạn nhạc nổi tiếng của dòng phim Godzilla, Ifukube Akira. Ông kết hôn với Nakagawa Akiko, diễn viên lồng tiếng cho nhân vật Higurashi Sota trong phim Inu Yasha.

## Tác phẩm

### Nhạc giao hưởng
- Folkloric Dance Suite
- TEN-CHI-JIN symphonic poem
- KAIKYOU symphonic impression
- ITO-DAMA for Tsugaru-shamisen and orchestra
- TOH-KA'' for cello and oechestra
- KI-SHIN fragment concertante for Japanese taiko drums and orchestra

### Nhạc phim
Các phim và game mà Wada Kaoru tham gia soạn nhạc:
- Cô bé ba mắt
- 3x3 Eyes Seima Densetsu
- Tamagotchi
- Battle Angel
- Casshern Sins
- D.Gray-man
- Dragon Quest Crest of Roto (movie)
- Eiyuu Gaiden Mozaicka
- Spirit of the Sword
- Gegege no Kitaro
- Ghost Stories (also known as Gakkou no Kaidan)
- Gilgamesh
- Captain Harlock
- Ijiwaru Baasan
- InuYasha (phim truyền hình và phim dài)
- Iron Leaguer
- Mushiking
- Kikaider
- Kindaichi Shounen no Jikenbo
- Kingdom Hearts*
- Kingdom Hearts: Chain of Memories*
- Kingdom Hearts II*
- Kishin Heidan(機神兵団)
- Knight of the Iron Dragon
- Madara
- Mars Daybreak
- Ninja Scroll
- Play Ball
- Princess Tutu
- Puppet Princess
- Record of Lodoss War second TV series
- Rerere no Tensai Bakabon
- Saint Seiya: The Lost Canvas
- Sakura Wars
- Samurai 7
- Silent Möbius Motion Pictures 1-2
- Strange Dawn
- Tekkaman Blade
- The Cockpit
- Thunder Jet
- To Heart
- Vampire Princess Miyu